# Амиров, Рафик Гаязович
Рафик (Рафаэль) Гаязович Амиров (4 декабря 1965) — советский и киргизский футболист, вратарь, киргизский футбольный тренер.

## Карьера
В качестве футболиста выступал на позиции вратаря. Большую часть карьеры провёл в любительских соревнованиях и в низших лигах. На профессиональном уровне выступал в 1990 году во второй низшей лиге СССР в составе клуба «Достук» (Сокулук), сыграл 3 матча. В чемпионатах Кыргызстана в высшей лиге играл за бишкекский «Инструментальщик» и за его преемника «Ротор», а также за «Динамо» (Кант) и «Полёт» (Бишкек). В составе «Полёта» стал бронзовым призёром чемпионата 2000 года. Также в 2013 году включался в заявку клуба «Манас», в котором был главным тренером. Всего в высшей лиге Кыргызстана сыграл не менее 72 матчей, забил один гол.
Принимал участие в соревнованиях ветеранов, признавался лучшим вратарём ветеранского чемпионата Кыргызстана.
Окончил Киргизский государственный институт физкультуры.
Много лет работает детско-юношеским тренером по футболу в РСДЮСШОР и в сборных Кыргызстана младших возрастов, в том числе неоднократно был главным тренером юношеских сборных, тренером вратарей в сборной U15 и U21.
В 2013 году тренировал клуб высшей лиги Кыргызстана «Манас» («ФЦ-96»), являвшийся базовым клубом юношеской сборной страны.

## Личная жизнь
Сыновья Ильдар (род. 1987) и Руслан (род. 1990) тоже стали футболистами, выступали за сборную Кыргызстана. Ильдар — полузащитник, а Руслан — вратарь.